# 任者泰
任者泰（1591年—？），號鸞徵、又号鸞馭，山東兗州府沂州人，明朝政治人物。

## 生平
萬曆四十六年（1618年）戊午科山東鄉試第三十二名舉人，崇禎四年（1631年）辛未科進士。禮部觀政，授雄縣知縣，巡鹽御史論劾，六年（1633年）謫浙江按察司照磨，升屯留縣知縣，卒於任，側室錢氏扶櫬歸里，葬事完畢遂不食而死。

## 家族
曾祖任良弼；祖父任澤；父任立誠。